# Игольчатый револьвер Дрейзе
Игольчатый револьвер Дрейзе- револьвер, созданный Францем Дрейзе, сыном известного инженера и конструктора Иоганна Николауса фон Дрейзе, изобретателя игольчатого оружейного механизма, который использовался в винтовке, появившейся в 1841 году.

## Описание
Игольчатый револьвер Дрейзе впервые появился в 1850 году. Он имел вес около 500 грамм и имел удлинённую казенную часть рукоятки, в которую помещалась игла, выполнявшая роль ударника. На левой стороне в нижней части рамки установлен штифт, на который одевается рычаг для снаряжения патронами. В передней стойке рамки слева выполнена выемка для возможности установки патронов в барабан, вмещающий в себя 6 патронов(в некоторых образцах- пять). Ствол револьвера восьмигранный, выполнен заодно с рамкой. Канал ствола имеет четыре нареза. В верхней части ствола установлена мушка, положение которой можно регулировать по горизонтали. Барабан закреплен на оси, имеющей «Г»-образный рычаг, который при повороте фиксируется в специальном выступе рамки, что препятствует самопроизвольному выпаданию оси барабана.
Имеет ударно-спусковой механизм двойного действия(ранние образцы имели УСМ одинарного действия, где вместо курка использовался рычаг). При нажатии на спусковой крючок поворачивается барабан, взводится пружина иглы и игла становится на боевой взвод. При дальнейшем движении спускового крючка назад игла срывается с боевого взвода, прокалывает донце бумажного патрона и пройдя через пороховой заряд накалывает капсюль — происходит выстрел.
Револьвер производился в трёх разных калибрах — 0,30, 0,35 и 0,39 прусского дюйма, то есть 7,85, 9,16 и 10,2 мм соответственно.
В основном использовался как гражданское оружие, но есть образцы, использовавшиеся в прусской полиции.
Всего было выпущено не более 1000 экземпляров.

## Достоинства
По сравнению с капсюльными револьверами игольчатый револьвер Франца Дрейзе очень быстро перезаряжался. Более того, зачастую имел нечастый для того времени УСМ двойного действия(как револьвер Адамса), благодаря чему имел высокую скорость стрельбы.

## Недостатки
Револьвер Дрейзе имел все недостатки игольчатого оружия, в первую очередь- низкую надёжность. Несгоревшие обрывки бумажных гильз довольно быстро засоряли ствол, а игла была хрупкой. Если для однозарядных игольчатых винтовок Дрейзе/Шасспо/Карле это не было серьёзной проблемой, но для револьвера с достаточно высокой по тем временам скорострельностью это оказалось фатальным. 
Более того, револьвер имел и свои собственные проблемы- в первую очередь, был чрезмерно громоздким. 
Неудивительно, что ему так и не удалось вытеснить популярные тогда капсюльные револьверы. После того, как револьверы Лефоше, использующие гораздо более совершенные шпилечные патроны, получили распространение, игольчатые револьверы окончательно исчезли из обихода.